# Verwaltungshaushalt
Der Verwaltungshaushalt ist im öffentlichen Haushaltswesen ein auf Kameralistik beruhender Teil des von Bund, Ländern und Gemeinden aufzustellenden Haushaltsplanes und beinhaltet die durch die öffentliche Verwaltung ausgelösten Einnahmen und Ausgaben der jeweiligen Gebietskörperschaft. Pendant ist der Vermögenshaushalt.

## Allgemeines
Die Kameralistik ist dadurch gekennzeichnet, dass Rechnungswesen und Buchführung auf den Stromgrößen Einnahmen (Staatseinnahmen) und Ausgaben (Staatsausgaben) beruhen. Sie sind die grundlegenden Steuerungsgrößen in kameralistischen öffentlichen Haushalten. Selbst der Vermögenshaushalt erfasst lediglich Einnahmen und Ausgaben (aus Vermögenspositionen) und enthält – anders als eine Bilanz – keine Bestandsgrößen wie Vermögen, Eigenkapital und Schulden.
Dies ist nicht deutschlandtypisch, sondern eine derartige kameralistisch orientierte Haushaltsführung gibt es insbesondere in Belgien, den Niederlanden (niederländisch administratieve begroting, vermogensbegroting), Frankreich (französisch compte administratif, compte investtif), Portugal (portugiesisch orçamento de riqueza, orçamento adminstrativo) oder der Europäischen Union.

## Positionen des Verwaltungshaushalts
Vermögens- und Verwaltungshaushalt setzen sich insbesondere aus folgenden Haushaltspositionen zusammen:
| Einnahmen / Ausgaben | Vermögenshaushalt | Verwaltungshaushalt |
| -------------------- | --- | --- |
| Einnahmen            | Zuführung vom Verwaltungshaushalt Einnahmen aus der Veränderung des Anlagevermögens Zuweisungen und Zuschüsse für Investitionen Entnahmen aus den Rücklagen Kreditaufnahme | Steuereinnahmen aus Grundsteuer, Gewerbesteuer, sonstigen Gemeindesteuern und Gemeinschaftssteuern Gebühreneinnahmen Konzessionseinnahmen Schlüsselzuweisungen Miet- und Pachteinnahmen Erstattung von Verwaltungskosten Zuführung vom Vermögenshaushalt   |
| Ausgaben             | Tilgungen von Krediten Ausgaben für die Veränderung des Anlagevermögens Zuführung zu Rücklagen Zuführung an den Verwaltungshaushalt                                        | Personalkosten Raumkosten sonstiger Sachaufwand Transferleistungen (Sozial- und Jugendhilfe) Kreisumlage Investitionsausgaben für vermögenswirksame Betriebs- und Geschäftsausstattung Zinsaufwand Kosten für Büromaterial Zuführung zum Vermögenshaushalt |

Diese klassische Aufteilung besteht in Deutschland seit der Novellierung des kommunalen Haushaltsrechts im Januar 1975. Inzwischen sind Jahresabschlüsse nach dem Handelsgesetzbuch aufzustellen (vgl. § 38 KomHVO NRW), doch parallel dazu ist die Kameralistik noch anerkannt: Nach § 75 Abs. 2 GemO NRW ist ein Haushalt ausgeglichen, wenn der Gesamtbetrag der Erträge die Höhe des Gesamtbetrages der Aufwendungen erreicht oder übersteigt. Eine kommunale Überschuldung liegt vor, wenn nach der Bilanz das Eigenkapital aufgebraucht ist (§ 75 Abs. 7 GemO NRW).
Der Verwaltungshaushalt betrifft Einnahmen/Ausgaben, die sich aus dem öffentlichen Auftrag der Daseinsvorsorge ergeben. Der Vermögenshaushalt erfasst alle durch das Gemeindevermögen ausgelösten Einnahmen und Ausgaben.
Einnahmen des Verwaltungshaushalts
Der Verwaltungshaushalt kann auch als Kern- oder Pflichthaushalt bezeichnet werden und umfasst nach der Gemeindehaushaltsverordnung (§ 1 Abs. 2 GemHVO) alle Einnahmen und Ausgaben, die nicht dem Vermögenshaushalt zuzuordnen sind. Dies sind Einnahmen und Ausgaben, die das Vermögen nicht erhöhen oder vermindern. Dazu gehören die jährlich wiederkehrenden Einnahmen (Steuern, nicht der Finanzierung von Investitionen dienende Zuweisungen anderer öffentlicher Stellen, Gebühren) und die fortdauernden Ausgaben (Personal- und Sachkosten, Energiekosten, Versicherungsbeiträge, Umlagen, Kreditzinsen aus Vermögens- und Verwaltungshaushalt).
Zu den Steuereinnahmen des Verwaltungshaushalts gehören zunächst die kommunal erhobenen Steuern nach Art. 105 Abs. 2a GG. Zudem erhalten Gemeinden unter Berücksichtigung ihrer Steuerkraft Zuweisungen aus dem Finanzausgleich. Steuerstarke Kommunen erhalten geringe Zuweisungen, steuerschwache Kommunen werden mit höheren Zuweisungen bedacht. Diese Zuweisungen werden im Verwaltungshaushalt verbucht.
Ausgaben des Verwaltungshaushalts
Neben den oben aufgeführten Positionen gehören die Ausgaben für Sozialhilfe zu den wichtigsten Posten des Verwaltungshaushalts. In normalen Zeiten wird davon ausgegangen, dass mit den laufenden, jährlichen Einnahmen einer Gemeinde zunächst die fortdauernden Ausgaben finanziert werden können und darüber hinaus dann noch ein Betrag übrig bleibt als Zins- und Tilgungsanteil für Investitionen im Vermögenshaushalt. Dieser Betrag, um den die laufenden Einnahmen höher sind als die fortdauernden Ausgaben, wird als Zuführungsrate an den Vermögenshaushalt übertragen und wirkt als Ausgabe im Verwaltungshaushalt. Nach § 18 GemHVO sind die Ausgaben im Verwaltungshaushalt gegenseitig deckungsfähig, Mehrausgaben eines Haushaltstitels können mithin durch Minderausgaben eines anderen Titels gedeckt werden.
Deckungsprinzip
Die Einnahmen des Verwaltungshaushalts müssen dessen Ausgaben decken. Die Deckung darf nicht mit Krediten finanziert werden, um die Finanzierung laufender Ausgaben durch Schulden zu verhindern. Treten jedoch zeitliche Verzögerungen beim Eingang von Einnahmen auf und sind Ausgaben terminlich gebunden (Personalausgaben), darf dieser Liquiditätsengpass durch Kassenkredite überbrückt werden, um die ständige Zahlungsfähigkeit der Gemeinde zu gewährleisten.

## Neues Steuerungsmodell
Das Neue Steuerungsmodell begann in Deutschland im Jahre 2003 mit der Einführung des Neuen kommunalen Finanzmanagements, dessen Ziel die Einführung der Doppik in den Kommunen ist. Der Bundeshaushalt wird weiterhin kameralistisch aufgestellt (§ 81 BHO). Auch in anderen Staaten ist die Umstellung durchgeführt (Österreich, Schweiz) oder in Planung, wobei die Doppik oft parallel zur weiterhin durchgeführten Kameralistik vorgenommen wird. Im Jahre 2020 wurde in Österreich das öffentliche Haushaltswesen neu gestaltet. Der Haushalt besteht seither aus einem Ergebnis-, Finanzierungs- und Vermögenshaushalt. Kern der Umstellung ist die erstmalige Erfassung sämtlicher Vermögenswerte, wie zum Beispiel Grundstücke und Gebäude. Die Eröffnungsbilanz bietet einen transparenten Gesamtüberblick über die Vermögenssituation.